# Zawadów (rejon żółkiewski)
Zawadów (ukr.  Завадів) – wieś na Ukrainie w rejonie lwowskim (wcześniej w rejonie żółkiewskim) obwodu lwowskiego.
Znajduje się tu przystanek kolejowy Zawadów, położony na linii Lwów – Rawa Ruska – Hrebenne.

## Historia
Pod koniec XIX w. wieś w powiecie lwowskim. 
W II Rzeczypospolitej wieś w powiecie lwowskim województwa lwowskiego. W latach 1943–1944 nacjonaliści ukraińscy z OUN-UPA zamordowali tutaj 8 Polaków.